# Dmitrij Sanakoev
Dmitrj Ivanovič Sanakoëv (Tskhinvali, 31 gennaio 1969) è un politico e militare georgiano.

## Biografia
Già ufficiale dell'esercito sovietico, con cui ha servito in Lituania dal 1987 al 1989, si è in seguito diplomato all'Istituto Pedagogico Statale di Tskhinvali nel 1993. 

### Prima guerra in Ossezia del Sud
Nei primi anni novanta aveva combattuto nella guerra contro la Georgia. In seguito era diventato Ministro della Difesa (nel 2000) e Primo Ministro (nel 2001) del governo secessionista dell'Ossezia del Sud finché Eduard Kokoity sostituì Lyudvig Chibirov alla presidenza dell'autoproclamata Repubblica.

### Il governo in esilio
Dal 4 maggio 2007 è Capo dell'Amministrazione Provvisoria dell'Ossezia del Sud, governo in esilio riconosciuto dalle autorità georgiane. Precedentemente aveva vinto le elezioni alternative organizzate parallelamente alle Presidenziali dell'Ossezia del Sud nei villaggi con popolazione di mista osseta e georgiana non controllati dal governo secessionista. Il 13 novembre 2006 Kokoity, riconfermato alla Presidenza della Repubblica osseta, convocò una conferenza stampa durante la quale definì Sanakoëv "traditore della patria e del popolo osseto" accusandolo di corruzione, doppiezza e collaborazione con l'intelligence georgiana.
Il 26 giugno 2007 Sanakoyev rilasciò una dichiarazione in lingua osseta al Comitato di Cooperazione Parlamentare tra Unione Europea e Georgia in cui faceva appello alla Comunità internazionale per promuovere il dialogo tra Ossezia del Sud e Georgia e demilitarizzare la regione indicando l'esperienza europea di autonomia, applicata ad esempio nella Provincia autonoma di Bolzano, come modello da utilizzare in una Georgia unita.